# Umar Akhbar
Umar Akhbar (* 2. Mai 1996 in Singapur), auch als Umar Ramle bekannt, mit vollständigen Namen Umar Akhbar bin Ramle, ist ein singapurischer Fußballspieler.

## Karriere
Umar Akhbar erlernte das Fußballspielen in der National Football Academy in Singapur. Seinen ersten Vertrag unterschrieb er 2018 bei Geylang International. Der Verein spielte in der ersten Liga, der S. League, der heutigen Singapore Premier League. Nach insgesamt 51 Erstligaspielen wechselte er zu Beginn der Saison 2023 zum ebenfalls in der ersten Liga spielenden Hougang United.